# Malagina
Malagina (en griego: Μαλάγινα), posteriormente llamada Melangeia (Μελάγγεια), fue un distrito bizantino en el valle del río Sangarius en el norte de Bitinia que servía como punto logístico (aplekton) clave para el ejército bizantino. Malagina era el aplekton más cercano a la capital imperial, Constantinopla, y, como tal, era un punto de importancia capital durante expediciones imperiales al Este. Era allí donde los ejércitos de los poderosos temas de Anatolikon, Opsikion y Thrakesion se reunían con el emperador. La región era también el lugar de ranchos de caballos imperiales (metata) para abastecer las fuerzas de Asia Menor. 
Aparece mencionada por primera vez en fuentes históricas en 798, cuándo la emperatriz Irene reunió un ejército allí. Otras fuentes afirman sin embargo que las primeras referencias pueden ser adelantadas un siglo a un texto de San Metodio de finales del siglo VII.  El sitio fue atacado por los árabes en 798, 860 y en c. 875. Ya en el siglo XII, el emperador Manuel I Comneno restauró las fortificaciones de la fortaleza principal del distrito en Metabole y lo utilizó como base para sus campañas contra el sultanato selyúcida de Iconium. Bajo la dinastía de los Angelos,  se convirtió en una provincia propia, al mando de un gobernador con rango de dux y stratopedarches. Al mismo tiempo, consta un arzobispado, luego elevado a una metrópolis bajo los Láscaris.